# Carlos Mesta
Carlos Guillermo Mesta León, más conocido como Carlos Mesta (Lima, 24 de octubre de 1958), es un actor peruano que ha participado en diversas telenovelas peruanas, así como también en películas y series.

## Trayectoria
Carlos ha participado en distintas producciones en Perú.
En el año 2000 interpretó a Juan Márquez en la telenovela Pobre diabla, junto a Angie Cepeda y Salvador del Solar. Ese mismo año interpretó a Celso y Benito López en la telenovela Milagros, protagonizada por Sonya Smith y Roberto Mateos.
En 2001 personificó a Federico Méndez en la telenovela Soledad.
En 2003 interpretó a Manuel de la Fuente en la telenovela Qué buena raza, protagonizada por Gerardo Zamora y Milene Vásquez.
En 2008 estelarizó La pre al lado de Stephie Jacobs, Deyvis Orozco y Marisol Aguirre, entre otros.

## Filmografía
| Año     | Título                       | Rol                        | Notas                  |
| ------- | ---------------------------- | -------------------------- | ---------------------- |
| 1984    | Carmín                       |                            |                        |
| 1992    | La Perricholi                |                            |                        |
| 1994    | Los de arriba y los de abajo |                            |                        |
| 1995    | Los unos y los otros         | Juvenal                    |                        |
| 1998    | Luz María                    | Ricardo Parra y Verastegui |                        |
| 1999    | Isabella, mujer enamorada    |                            |                        |
| 2000    | Pobre diabla                 | Juan Márquez               | Secundario             |
| 2000    | Milagros                     | Celso López / Benito López | Rol secundario         |
| 2001    | Soledad                      | Federico Méndez            | Secundario             |
| 2002-03 | Qué buena raza               | Manuel de la Fuente        | Actuación estelar      |
| 2007    | Baila Reggaeton              | Comisario Ortiz            |                        |
| 2007    | Perú Campeón                 |                            | Actuación estelar      |
| 2007    | Un amor indomable            | Padre Luis                 | Estelar                |
| 2008    | La pre                       | Rómulo                     | Participación estelar  |
| 2008-09 | Graffiti                     | Pedro Santa Cruz           | Estelar                |
| 2011    | La Perricholi                | Don Cosme Bueno            |                        |
| 2012    | Corazón de fuego             | Freddy Ortiz               | Secundario             |
| 2013    | Avenida Perú                 | Jerónimo Flores            | Estelar                |
| 2015    | Nuestra historia             | Segundo Huamán             | Estelar                |
| 2016    | Ven, baila, quinceañera      | Ramiro Vílchez             | Participación especial |
| 2016    | El regreso de Lucas          | Héctor Salvatierra         | Secundario             |

## Estudios
Actor profesional, director y diseñador escenográfico.
Egresado del Estudio de Actores de la AAA dirigido por Ricardo Blume. Ha mantenido formación profesional actualizada en el Perú y en el extranjero, como en el “John Strasberg Studios” en USA en formación actoral. Bachiller en Arquitectura y Urbanismo, y en la Escuela Internacional de Cine y Televisión (EICTV) de Cuba en realización de documentales, entre otros. Actualmente cursa un Maestría en Artes Escénicas de la Pontificia Universidad Católica de Perú.

## Docencia
Dirige el Taller de Formación Teatral de Carlos Mesta desde 2016 hasta la fecha. Ha ejercido como docente en la Especialidad de Artes Escénicas de la Facultad de Ciencias y Artes de la Comunicación de la Pontificia Universidad Católica del Perú desde 1999 al 2010. Así también, en la Escuela de Artes Escénicas y Literatura de la Universidad Científica del Sur UCSUR desde 2011 hasta la actualidad. Y en el Conservatorio de Formación Actoral del Centro Cultural Peruano-Británico, en el curso de Actuación, desde 2008 a la fecha.

## Premios y nominaciones
Premio AIBAL 2016 a mejor actor de obra peruana. Premio Oficio Crítico a mejor actor 2015. Nominado a mejor actor 2015 por LUCES del Comercio.